# Nuvens de Verão
Nuvens de Verão é uma webcomic brasileira criada em 2015 por Charles Lindberg e Israel de Oliveira. A história foi desenvolvida para o portal de quadrinhos digitais Lamen, criado por Douglas MCT com o objetivo de disponibilizar gratuitamente tanto séries longas quanto histórias curtas brasileiras criadas no estilo mangá. Nuvens de Verão fez parte das primeiras oito séries publicadas no site.
A webcomic conta a história de Caio, um garoto tímido que tem uma paixão platônica por Jacqueline, nova aluna de sua turma. Ele conta com a ajuda de sua melhor amiga, Lu, para se declarar à menina.
Em 2016, Nuves de Verão ganhou o Prêmio Angelo Agostini de melhor web quadrinho.